# 北大橋 (広島市)

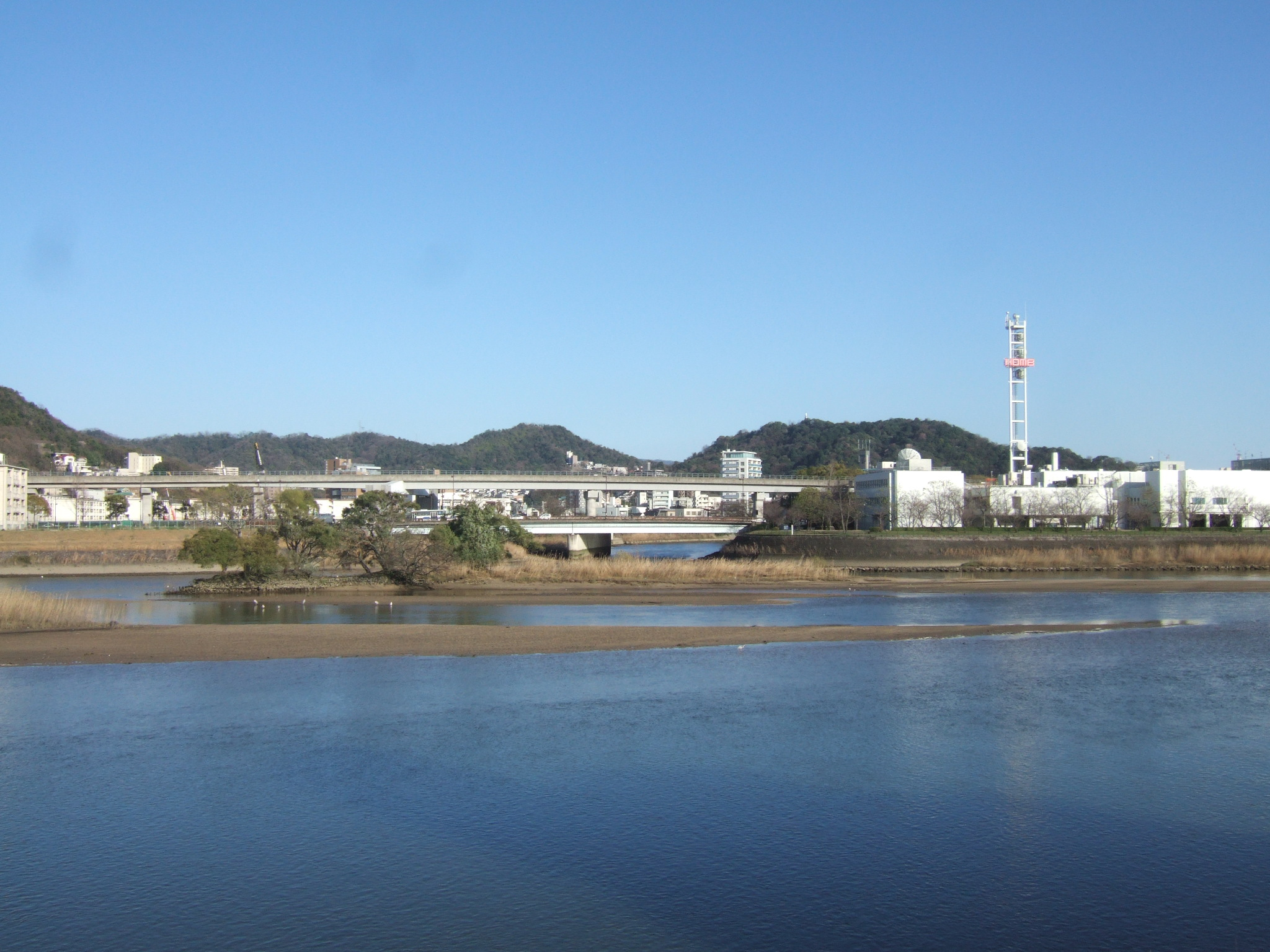
橋上流、本川と京橋川の分流点。右が本川下流、奥が京橋川

北大橋（きたおおはし）は、広島県広島市の旧太田川に架かる道路橋。

## 概要
広島市道御幸橋三篠線筋の橋。
1970年架橋。かつてこの近辺から上流の新こうへい橋に至るまでの川岸は、「長寿園」と呼ばれる桜の名所として知られていた。都市開発街路事業（左岸側にある祇園新道の事業化）や広島ホームテレビの開局、広島郵便貯金会館（現広島県立文化芸術ホール）開館に伴い建設された。
白島地区と国道183号線方面を結ぶルート上に位置する橋で、左岸側の広島高速交通広島新交通1号線（アストラムライン）白島駅と右岸側の崇徳中学校・高等学校を結んでいる。下流側にJR山陽本線と山陽新幹線の鉄橋が架かっている。
すぐ上流に京橋川との分流点、中州（無人島）がある。